# 천화 (수영 선수)
천화 (1982년 1월 22일 ~ )는 중국의 수영 선수이다. 그녀는 2000년과 2004년 올림픽 수영 종목에 참가했다. 그녀의 키는 170cm이다.

## 참조
1. ↑  천후아의 엔트리 보관됨 2012-12-13 - 웨이백 머신. from sports-reference.com; 2012년 3월 25일